# Qıçatan
Qıçatan är en ort i Azerbajdzjan.   Den ligger i distriktet İsmayıllı Rayonu, i den centrala delen av landet, 130 km väster om huvudstaden Baku. Qıçatan ligger 836 meter över havet och antalet invånare är 148.
Terrängen runt Qıçatan är huvudsakligen kuperad, men norrut är den bergig. Terrängen runt Qıçatan sluttar söderut. Närmaste större samhälle är Aghsu, 17,8 km söder om Qıçatan.
Trakten runt Qıçatan består till största delen av jordbruksmark. Runt Qıçatan är det ganska tätbefolkat, med 60 invånare per kvadratkilometer.